# 筑前庄内駅
筑前庄内駅（ちくぜんしょうないえき）は、福岡県飯塚市赤坂にある、九州旅客鉄道（JR九州）後藤寺線の駅である。駅番号はJJ04。

## 歴史
- 1926年（大正15年）7月15日：九州産業鉄道（後の産業セメント鉄道）の駅として開業[1][2][3][4]。
- 1943年（昭和18年）7月1日：産業セメント鉄道が戦時買収により国有化され、後藤寺線の駅となる[2][3]。
- 1974年（昭和49年）3月5日：貨物および荷物扱い廃止[5]。駅員無配置駅となる[6]。
- 1987年（昭和62年）4月1日：国鉄分割民営化により九州旅客鉄道が継承[7]。

## 駅構造
単式ホーム1面1線のホームと待合室を有する地上駅。簡易委託駅である。かつては石炭の積み込み施設や駅舎を有していた。

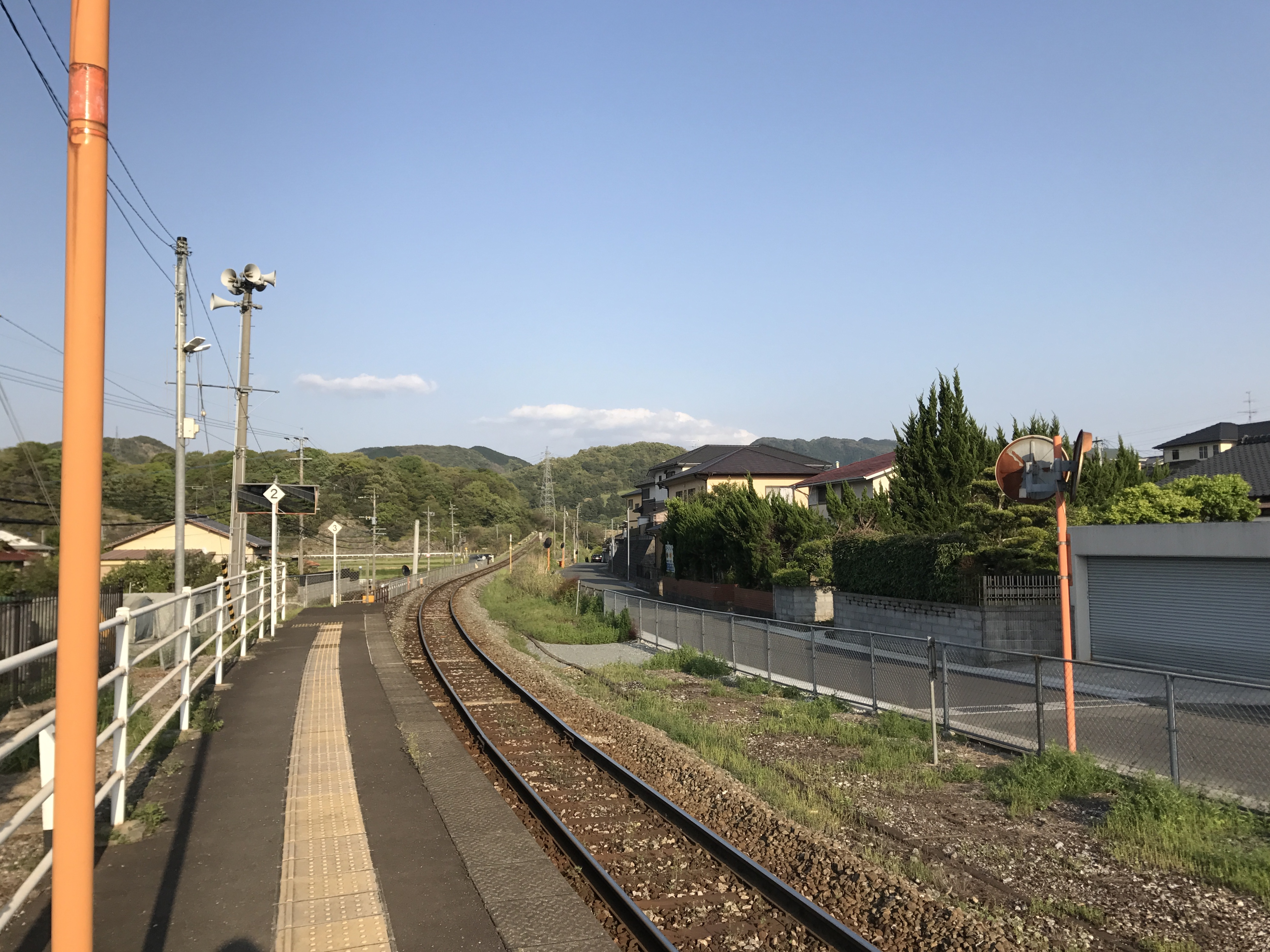
ホーム（2017年4月）
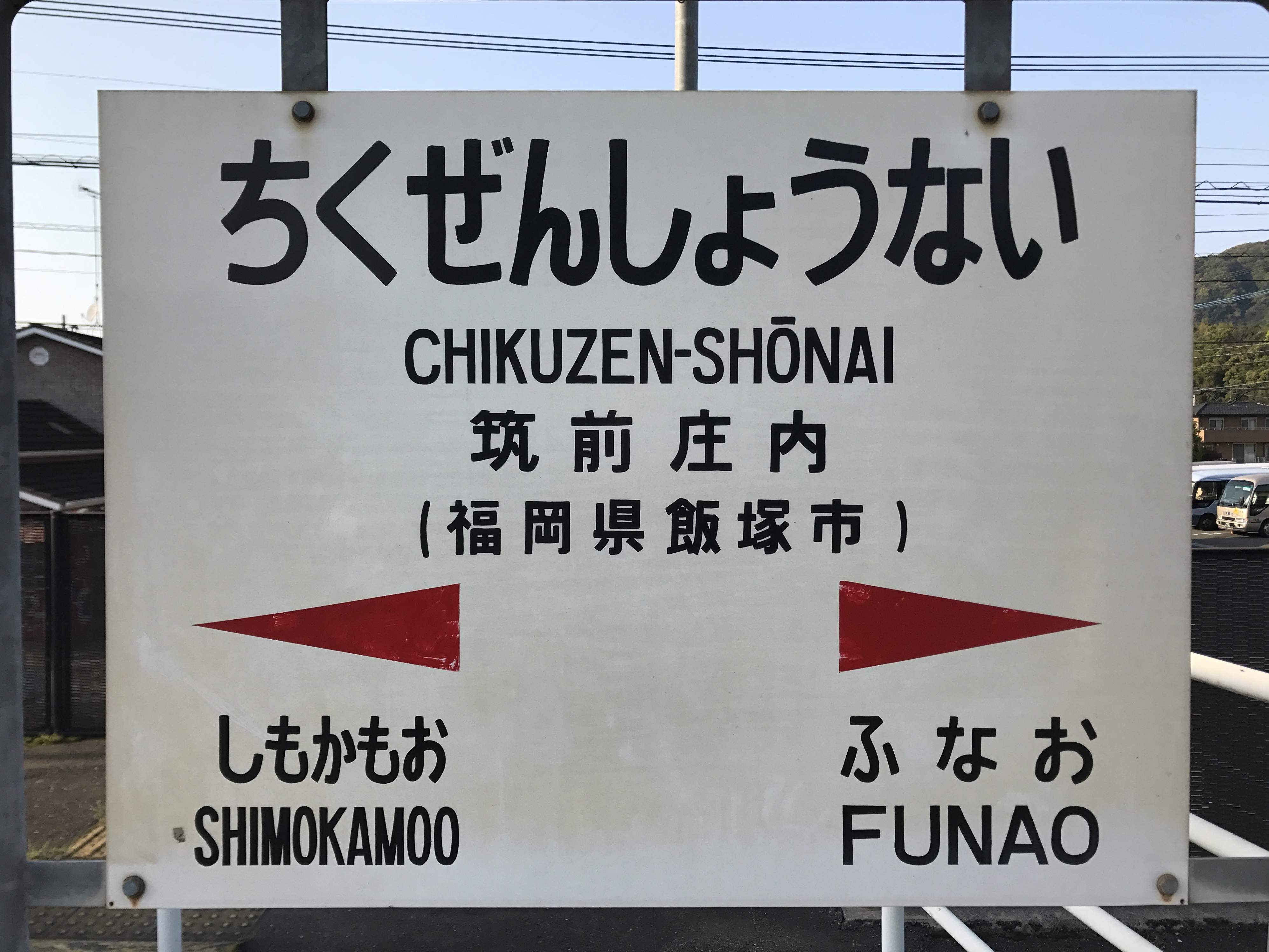
駅名標（2017年4月）

## 利用状況
2016年度の1日平均乗車人員は27人である。
| 乗車人員推移 | 乗車人員推移 |
| 年度         | 1日平均人数  |
| ------------ | ------------ |
| 2007年       | 55           |
| 2008年       | 52           |
| 2009年       | 41           |
| 2010年       | 35           |
| 2011年       | 38           |
| 2012年       | 36           |
| 2013年       | 30           |
| 2014年       | 27           |
| 2015年       | 22           |
| 2016年       | 27           |

## 駅周辺
庄内町が飯塚市と合併する時点で同町にあった唯一の鉄道駅であるが、旧庄内町の中心部からは南に約3 km離れている。周辺は住宅地となっている。駅の約400 m北側の赤坂橋バス停から西鉄バス筑豊が旧庄内町中心部（庄内支所）を経由して飯塚市に向かう路線バスを運行している。
- 赤坂保育所
- 新町東団地
- 青葉台団地
- 鴨生藤見台団地
- 嘉穂カントリークラブ
- 勝島公民館

## 隣の駅
九州旅客鉄道（JR九州）
 後藤寺線
■快速
通過
■普通
下鴨生駅 (JJ03) - 筑前庄内駅 (JJ04) - 船尾駅 (JJ05)